# رنه بادر
رنه بادر (انگلیسی: René Bader؛ ۷ اوت ۱۹۲۲ – ۱۹۹۵) بازیکن و مربی فوتبال اهل سوئیس بود.
از باشگاه‌هایی که در آن بازی کرده‌است می‌توان به باشگاه فوتبال بازل اشاره کرد.
وی همچنین در تیم ملی فوتبال سوئیس بازی کرده‌است.